# Estación de Cabeza Gorda
Cabeza Gorda fue una estación de ferrocarril situada en el municipio español de Híjar, en la provincia de Teruel. Las instalaciones formaban parte de la línea Andorra-Escatrón y constituían un apartadero ferroviario para permitir el cruce de trenes. En la actualidad el apartadero se encuentra desmantelado.

## Historia
La estación de Cabeza Gorda entró en servicio a finales de 1952 para permitir la carga y transporte de carbón hacia la central térmica de Escatrón, si bien el trazado no sería inaugurado en su totalidad hasta el 16 de junio de 1953. Las instalaciones contaban con un edificio de oficinas, varias vías de servicio, un depósito de agua y dos viviendas. El ferrocarril entró en declive a finales de la década de 1970, por lo que las instalaciones de Cabeza Gorda acabarían cayendo en desuso. En la actualidad no se conserva la estación.